# サン・ヴィート・ロ・カーポ
サン・ヴィート・ロ・カーポ（イタリア語: San Vito Lo Capo）は、イタリア共和国シチリア州トラーパニ県にある、人口約4,800人の基礎自治体（コムーネ）。

## 地理

### 位置・広がり
トラーパニ県北部のコムーネ。

#### 隣接コムーネ
隣接するコムーネは以下の通り。
- カステッランマーレ・デル・ゴルフォ
- クストナーチ